# Korporátní compliance
Compliance je všeobecný název pro soulad s pravidly, také dodržování pravidel. Z hlediska podnikání podnikové sféry rozumíme slovem compliance zejména jednání společnosti, zaměstnanců a vedení v souladu s právními předpisy a vnitropodnikovými směrnicemi. Velký důraz je kladen na dodržování firemních etických kodexů. Pro tuto odnož compliance vznikl výraz korporátní compliance, jelikož pojednává o obchodních korporacích.
Compliance není čistě právní tematikou, svůj původ má v oblasti korporátního řízení (Corporate Governance). Pro systém vnitropodnikových směrnic a organizačních opatření se ve světě uchytil název Compliance Management System (zkratka CMS). Pro moderní obchodní korporace by měla být compliance přirozenou součástí interní strategie a firemní kultury.

## Přínos compliance programů
Kvalitně navržený compliance program působí jako kvalitní prevence proti sociálně patologickým a nežádoucím právním jevům uvnitř společnosti. Compliance programy nespočívají pouze v trestněprávních předpisech, ale v mnoha dalších odvětvích, jako je hospodářská soutěž, ochrana dat, smluvní právo atd. Jeho dalším cílem je zamezení výskytu korupčního, či jinak firemně nežádoucího jednání a snížit tato rizika:
- vznik trestní odpovědnosti společnosti
- uložení sankcí ze strany státních orgánů
- poškození dobrého jména firmy
- vznik majetkových škod a únik finančních prostředků
- nevýhodné právní postavení

Zavedení funkčního compliance programu uvnitř společnosti je znakem kvality a úrovně firemní kultury a etiky s důrazem na dodržování pravidel. Zahraniční modely naznačují, že v dlouhodobém spektru může být compliance program podstatnou konkurenční výhodou zvyšující hodnotu firmy.

## Compliance v ČR
1. ledna 2012 byl v ČR zaveden zákon o trestní odpovědnosti právnických osob. Po vzoru zahraničních právních změn tím zavádí plnou zodpovědnost obchodních korporací za své jednání. Díky tomuto kroku byly vytvořeny základy pro úspěšnou implementaci compliance programů do společností.

## Compliance v zahraničí
V zahraničí je korporátní compliance zcela etablovaným tématem. Potřebu integrace compliance programů v zahraničních korporacích navíc podnítilo přijetí velmi přísných protikorupčních zákonů se závažnými sankcemi za jejich porušení.